# 建德小鰾鮈
建德小鰾鮈（学名：Microphysogobio tafangensis）为輻鰭魚綱鯉形目鲤科小鰾鮈屬的鱼类，是中国的特有物种。分布于西江、北江、钱塘江水系、富春江等，體長可達7.8公分。该物种的模式产地在浙江建德。

## 扩展阅读
維基物種上的相關：建德小鰾鮈